# Кшивчиці
Кшивчиці (пол. Krzywczyce) — село в Польщі, у гміні Неґославиці Жаґанського повіту Любуського воєводства.
Населення — 93 особи (2011).
У 1975-1998 роках село належало до Зеленогурського воєводства.

## Демографія
Демографічна структура станом на 31 березня 2011 року:
|          | Загалом | Допрацездатний вік | Працездатний вік | Постпрацездатний вік |
| -------- | ------- | ------------------ | ---------------- | -------------------- |
| Чоловіки | 42      | 11                 | 24               | 7                    |
| Жінки    | 51      | 11                 | 27               | 13                   |
| Разом    | 93      | 22                 | 51               | 20                   |